# Stârc uriaș
Stârcul uriaș (Ardea goliath) este o pasăre mare din familia Ardeidae, care se găsește în Africa subsahariană, cu un număr mai mic, în declin, în sud-vestul și sudul Asiei.

## Galerie

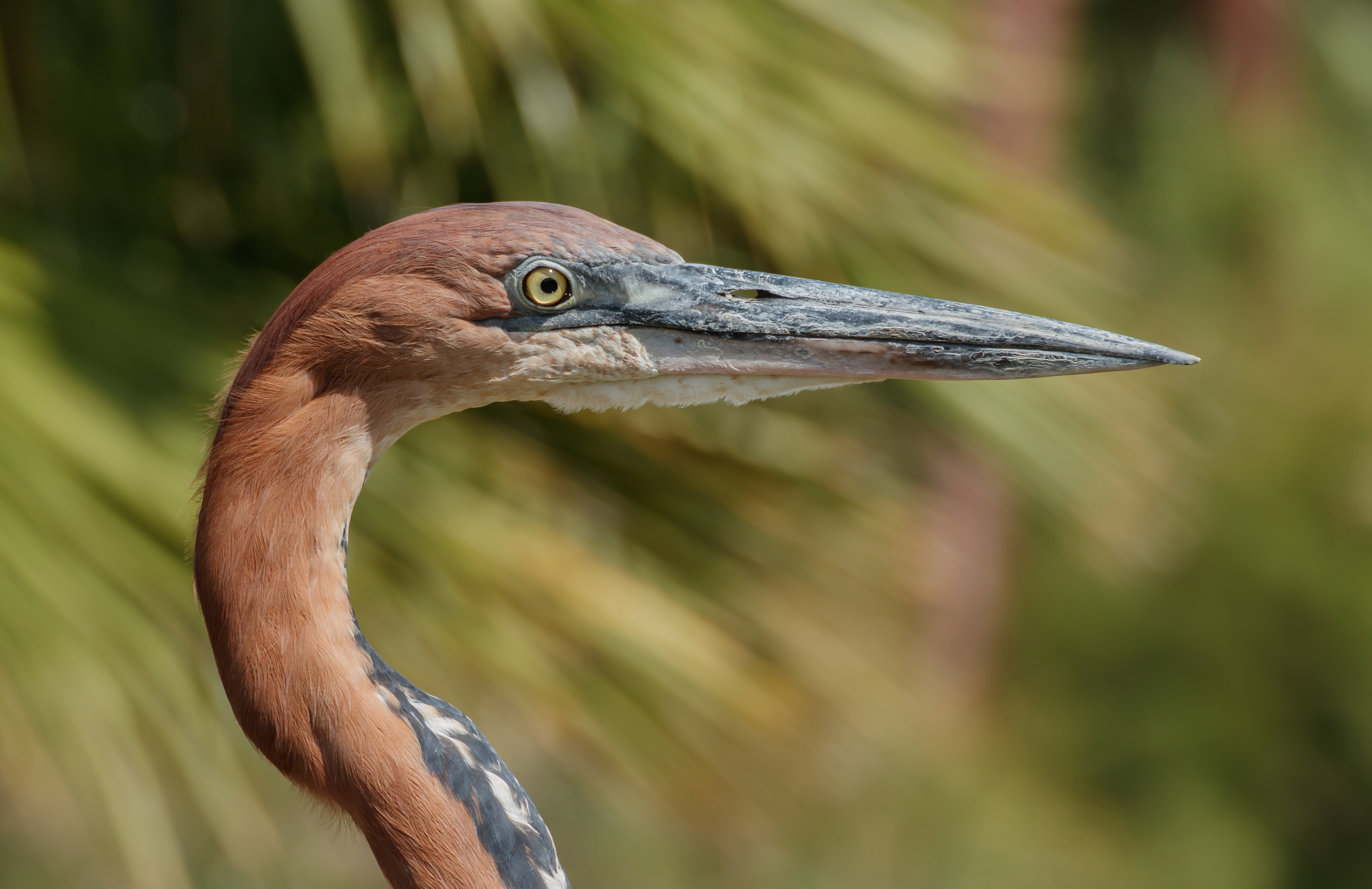
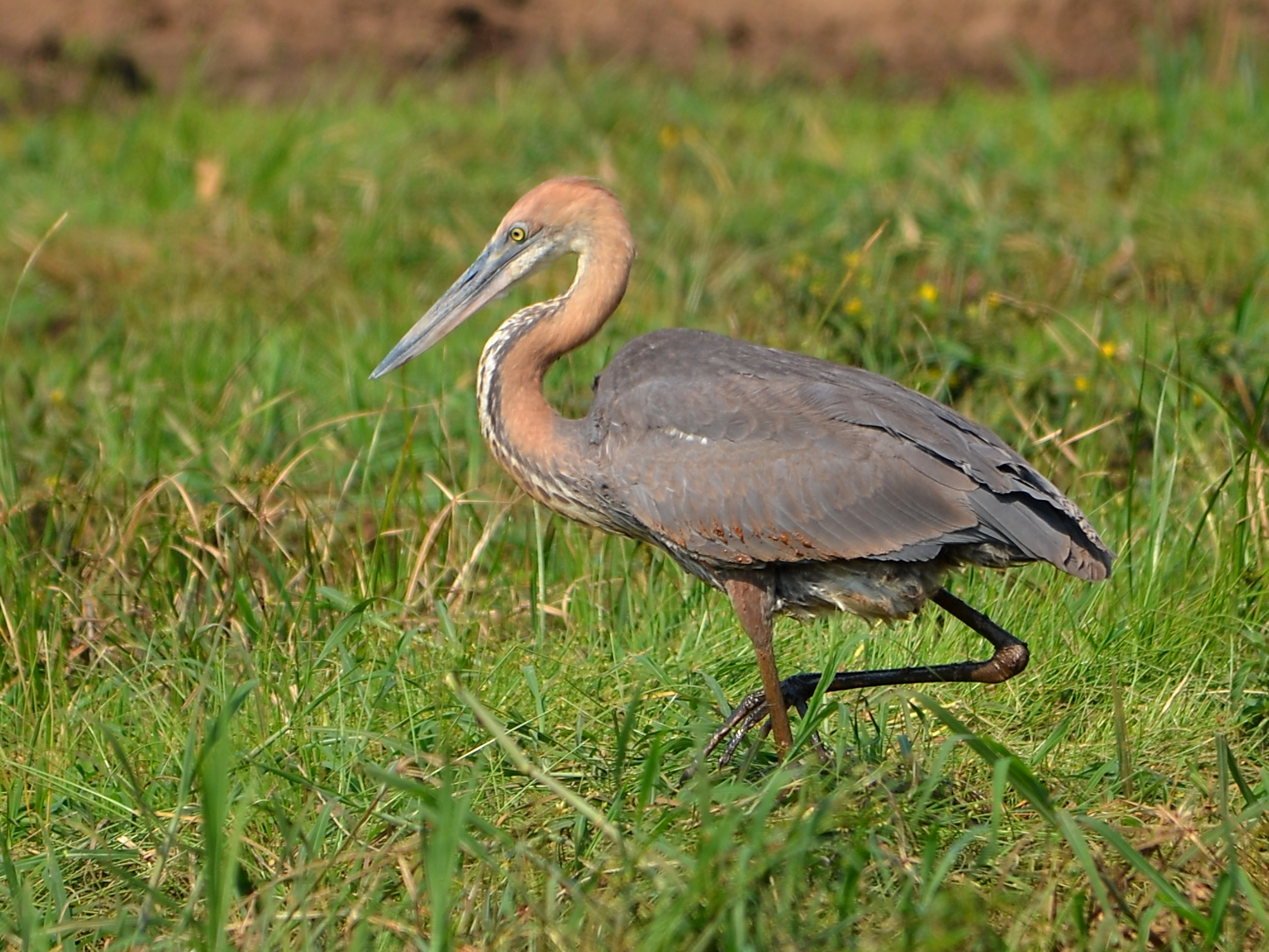
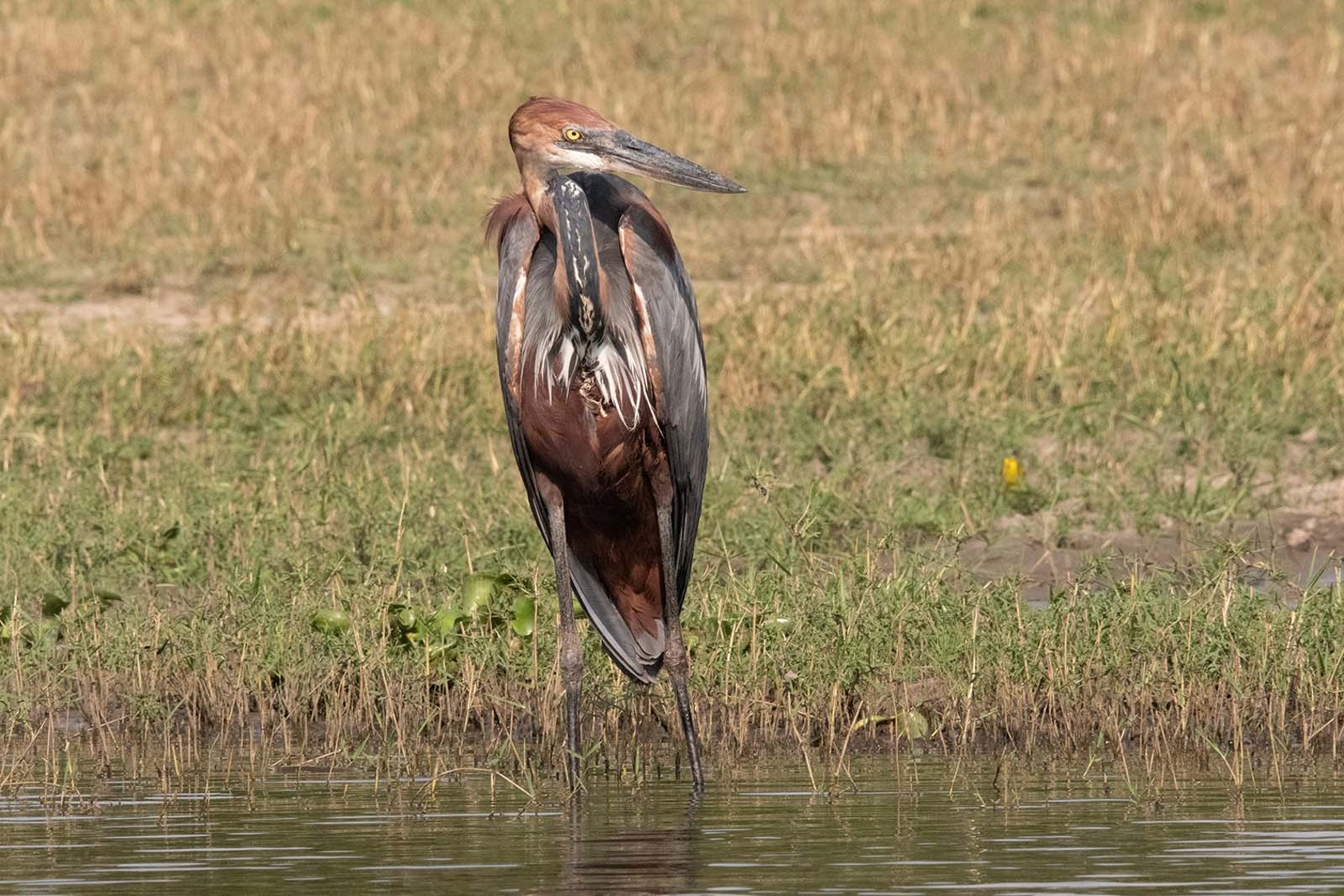
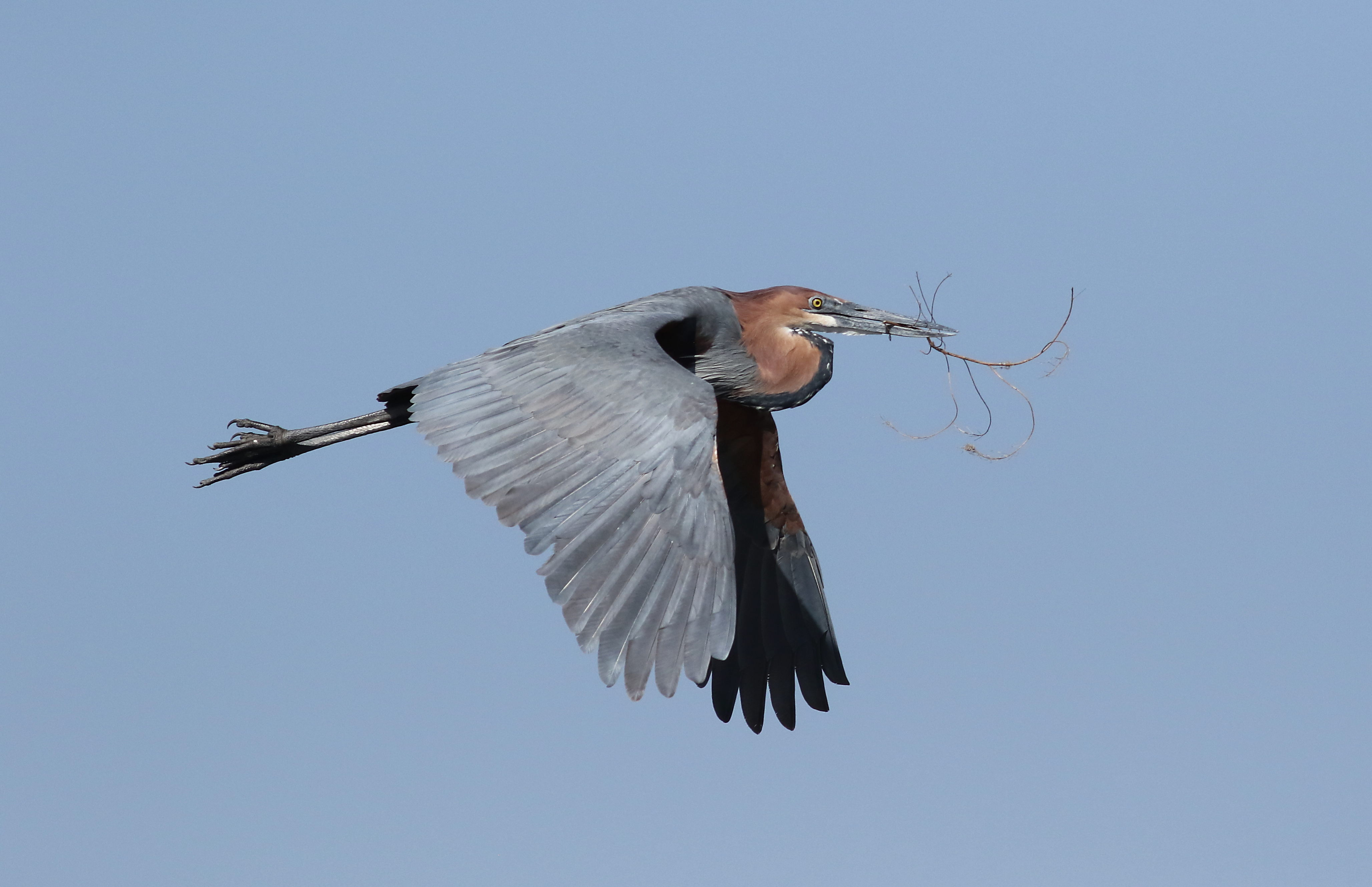
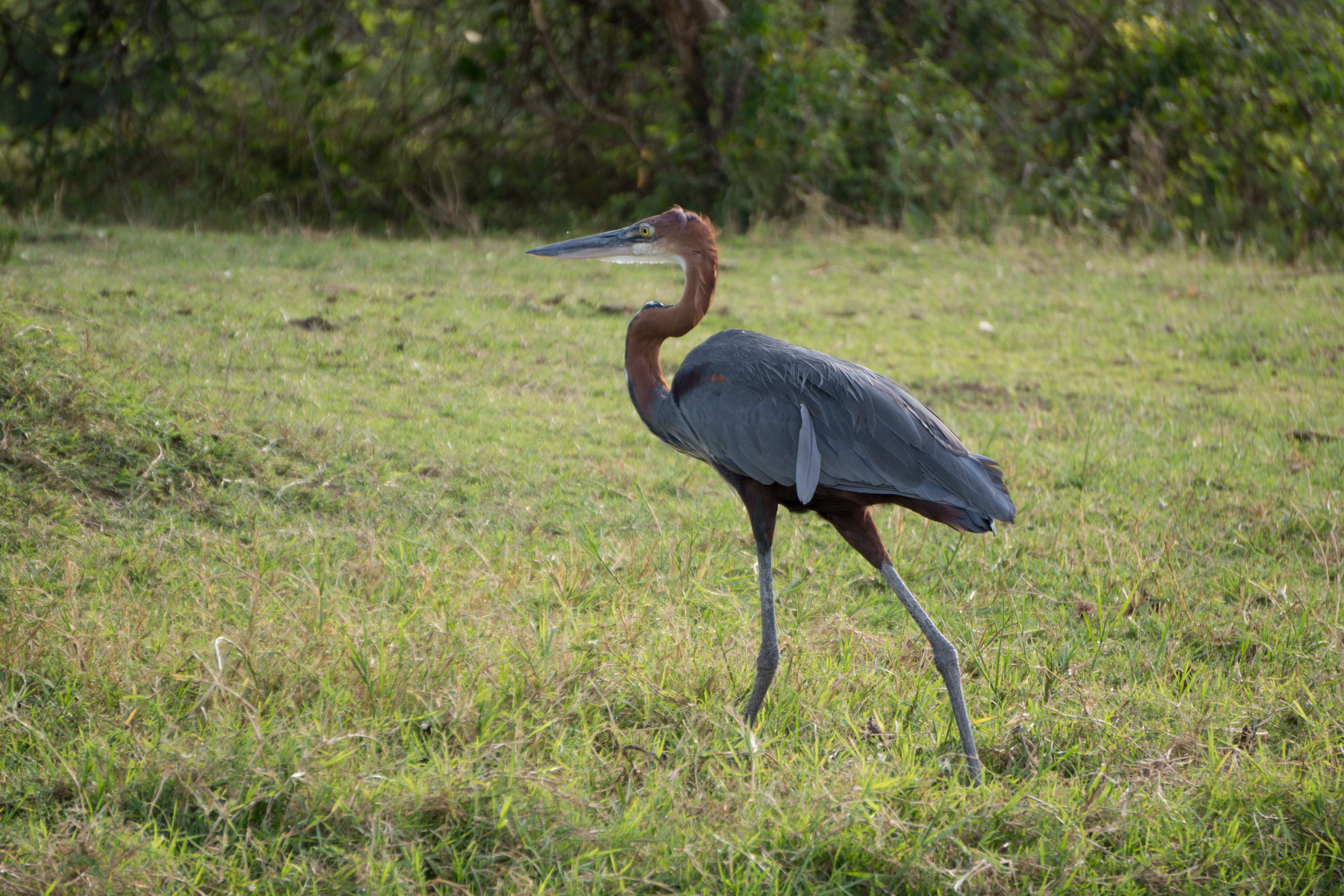
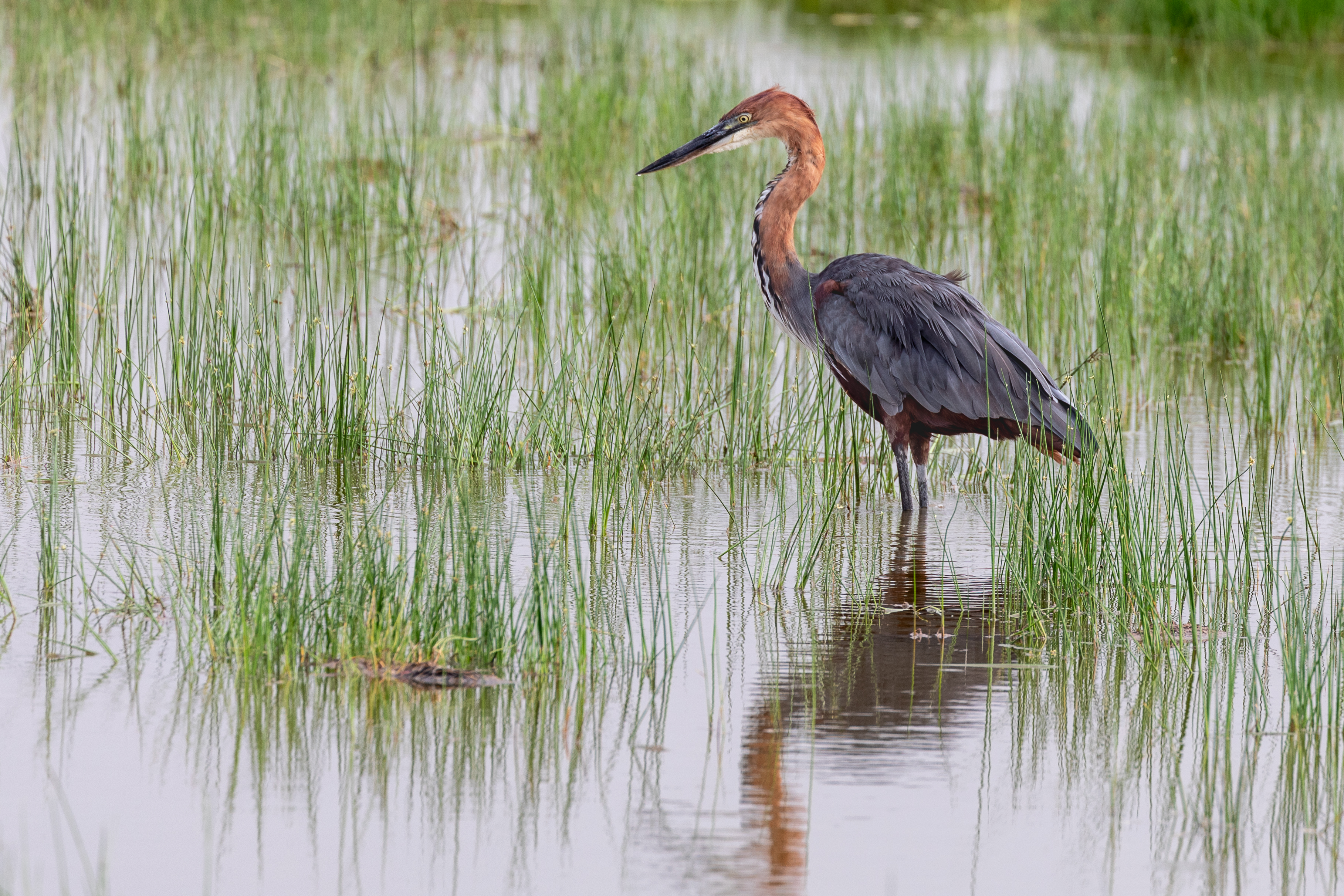
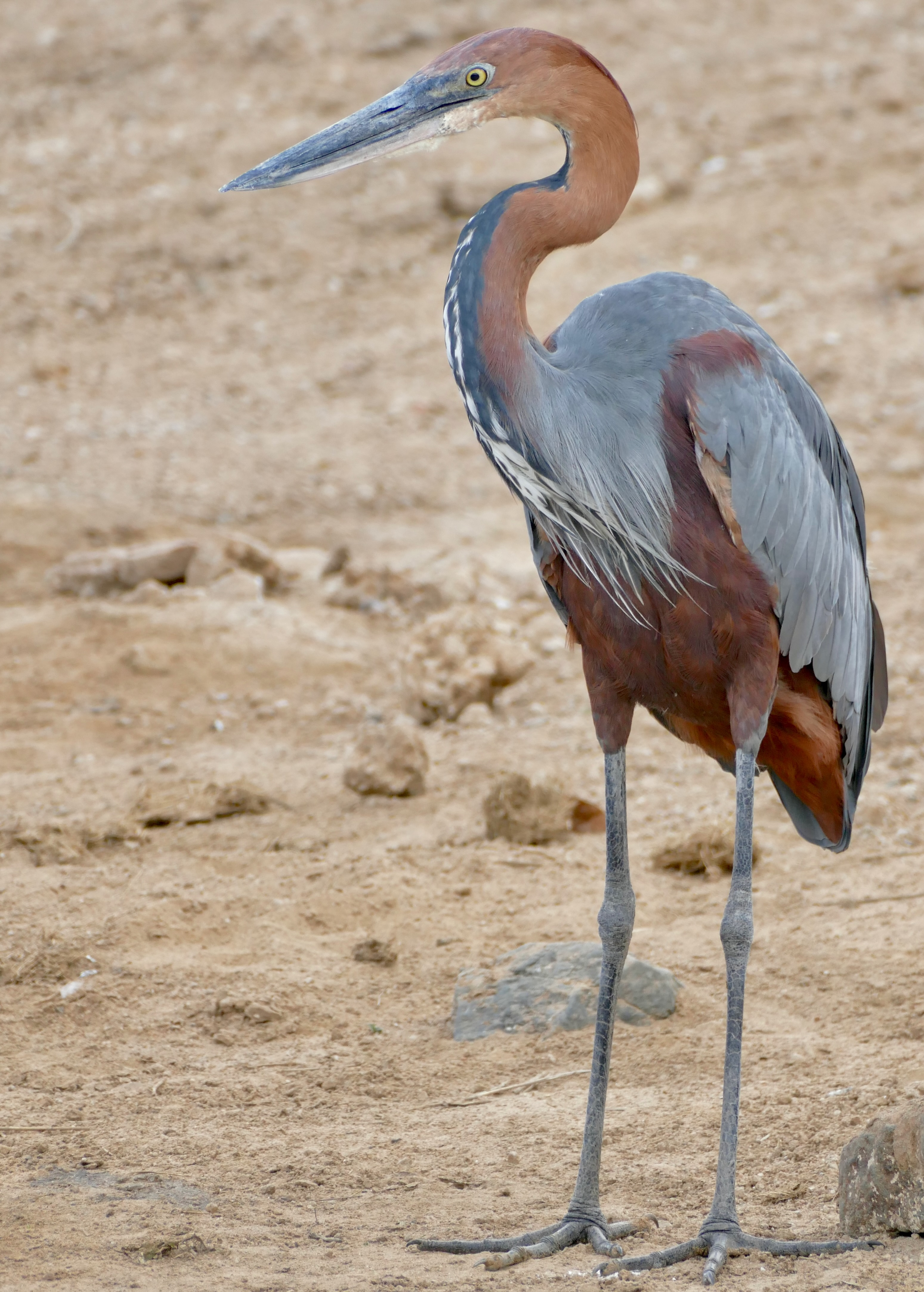
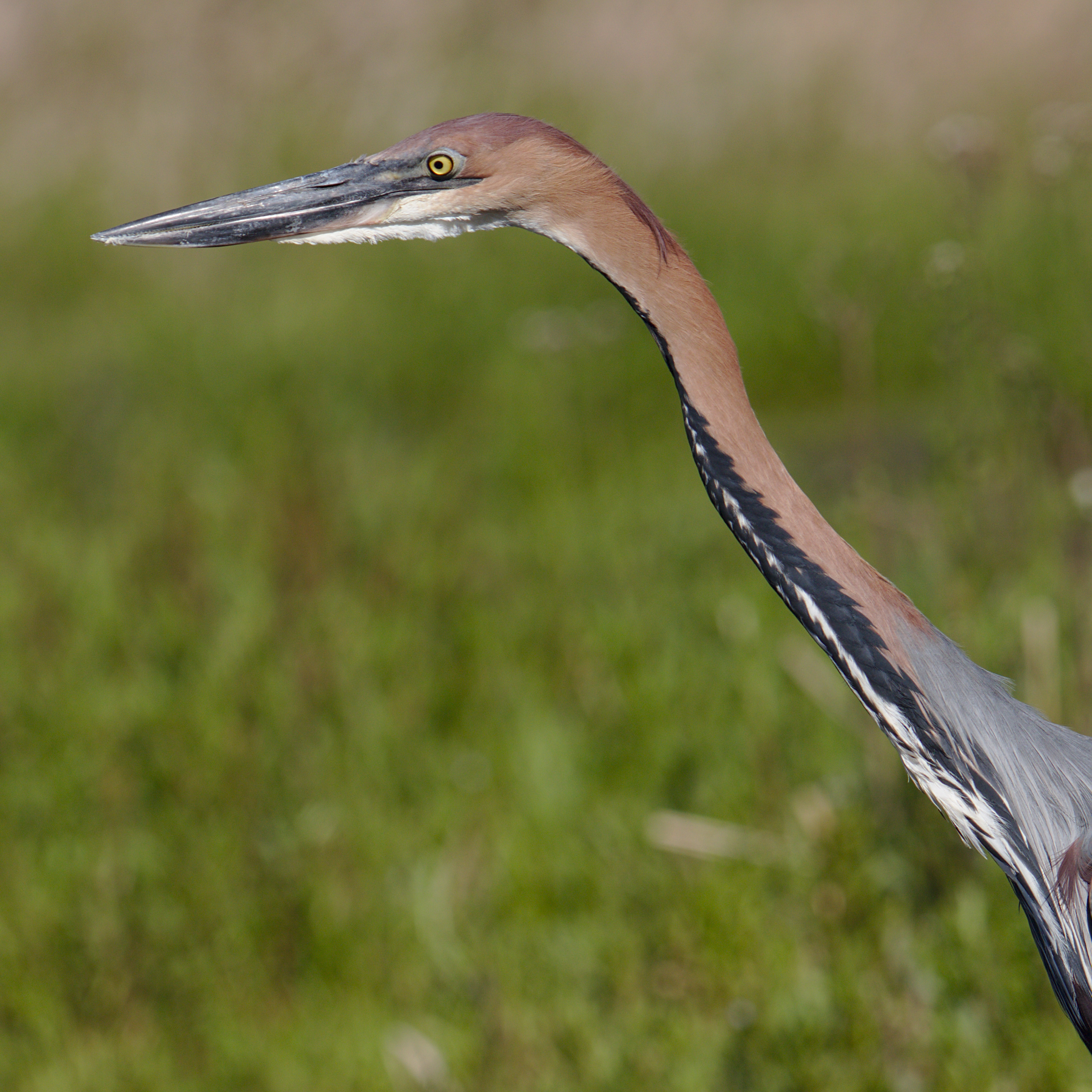